# Коста-и-Силва, Алберту да
Албе́рту Васконсе́лус да Ко́ста-и-Си́лва (порт.-браз. Alberto da Costa e Silva; 12 мая 1931, Сан-Паулу — 26 ноября 2023, Рио-де-Жанейро) — бразильский дипломат, поэт, эссеист, прозаик-мемуарист, историк, член Бразильской академии литературы, действительный член Института Истории и Географии Бразилии.

## Биография
Сын бразильского поэта Антониу Франсиску Коста-и-Силвы. В 1957 году окончил высшую дипломатическую школу — Институт Риу-Бранку.
Служил дипломатом в Лиссабоне, Каракасе, Гаване, Вашингтоне, Мадриде и Риме, затем послом в Нигерии и Бенине, Португалии (1989—1992), Колумбии (1992—1994) и Парагвае (1995). В министерстве иностранных дел Бразилии работал главой департамента культуры, заместителем генерального секретаря и генеральным инспектором.
Исследователь Африки, опубликовал много книг, рассказывающих об истории континента.
В 2000 году был принят в Бразильскую академию литературы, в 2002—2003 годах возглавлял академию. Член-корреспондент Лиссабонской академии наук.

## Избранная библиография
Поэзия
- O parque e outros poemas, 1953
- O tecelão, 1962
- Alberto da Costa e Silva carda, fia, doba e tece, 1962
- Livro de linhagem, 1966
- As linhas da mão, 1978 (премия Prêmio Luísa Cláudio de Souza, ПЕН клуба Бразилииl)
- A roupa no estendal, o muro, os pombos, 1981
- Consoada, 1993
- Ao lado de Vera, 1997 (премия Жабути / Prêmio Jabuti, Бразильской академии литературы)

История
- A Enxada e a Lança: a África antes dos Portugueses
- As relações entre o Brasil e a África Negra, de 1822 a 1° Guerra Mundial.
- A Manilha e o Libambo: a África e a Escravidão, de 1500 a 1700 (2002).
- Um Rio Chamado Atlântico, 2012
- Francisco Félix de Souza, Mercador de Escravos. (2004)
- Imagens da África (2013)

Эссе
- O vício da África e outros vícios, 1989
- Guimarães Rosa, poeta, 1992
- Mestre Dezinho de Valença do Piauí, 1999
- Castro Alves: um poeta sempre jovem, 2006
- Elogio del culo 2006

Мемуары
- Espelho do Príncipe, 1994.

## Награды и премии
- Кавалер Ордена Инфанта дона Энрике (1961)
- Командор Ордена Инфанта дона Энрике (1971)
- Командор Ордена Христа (1971)
- Командор Ордена Сантьяго (Португалия) (1972)
- Великий офицер Ордена Инфанта дона Энрике (1973)
- Гранд-офицер Ордена Христа (1986)
- Большой Крест Ордена Инфанта дона Энрике (1991)
- Гранд-офицер Ордена Сантьяго (Португалия) (2008)
- Орден Культурных заслуг (Бразилия)
- Премия Prêmio Luísa Cláudio de Sousa
- Премия Prêmio Jabuti (1997)
- Премия Prêmio Juca Pato (2003)
- Премия Камоэнса (2014)